# Pontocythere carpeta
Pontocythere carpeta is een mosselkreeftjessoort uit de familie van de Cushmanideidae. De wetenschappelijke naam van de soort is voor het eerst geldig gepubliceerd in 1977 door Hu.